# Rufio
Rufio est un groupe américain de pop punk, originaire de Rancho Cucamonga, en Californie. Ils comptent quatre albums studio : Perhaps, I Suppose (2001), MCMLXXXV (2003), The Comfort of Home (2005), et Anybody Out There (2010).

## Histoire
Rufio est formé alors que le bassiste Jon Berry était en première année d'université et que les trois autres membres, Scott Sellers, Mike Jimenez et Clark Domae étaient au lycée. Rufio sort son premier album, Perhaps, I Suppose..., en 2001 sur le label The Militia Group. En novembre 2001, le groupe signe chez Nitro Records. En novembre et décembre 2002, le groupe fait la première partie de la tournée américaine des Ataris. Rufio sort son EP éponyme chez Nitro le 25 février 2003. MCMLXXXV sort le 17 juin 2003, enregistré avec le producteur Nick Raskulinecz. Rufio participe au Warped Tour cet été-là. En novembre, le groupe fait une tournée américaine avec Less Than Jake. En avril et mai 2004, le groupe fait une tournée américaine en tête d'affiche, avec Senses Fail, Autopilot Off, et Don't Look Down. Le troisième album du groupe, The Comfort of Home, est publié en juillet 2005. Le groupe part en tournée à l'automne, avec MxPx et Relient K.
À la fin janvier 2006, Berry et Jimenez quittent Rufio, invoquant des divergences créatives. À la suite de la perte de deux membres, le groupe interrompt sa tournée avec No Use for a Name. Bien qu'aucune déclaration officielle n'ait été faite à l'époque concernant la rupture, No Use for a Name l'a reconnu dans une interview en 2006. De son côté, depuis son départ de Rufio, Jimenez a formé un nouveau groupe appelé Science Fiction Theater. Sellers et Domae ont créé un groupe appelé BigCity. Le 5 avril 2007, le groupe annonce sur sa page Myspace qu'il jouera un concert d'adieu officiel le 1er juin 2007 au Glass House à Pomona, en Californie, suivi d'une tournée en Amérique du Sud.
Le groupe joue quelques concerts en 2008, et le 27 décembre 2009, le batteur Terry Stirling Jr. annonce la sortie d'un EP intitulé The Loneliest. Rufio annonce l'enregistrement d'un album dont la sortie est prévue pour l'été 2010, suivi d'une tournée mondiale. En octobre 2010, Domae annonce sa séparation avec le groupe pour se consacrer à d'autres projets.
Le groupe annonce qu'il donner un concert unique de retrouvailles le 18 juin 2015 au Montebello Amnesia Rockfest.

## Discographie

### Albums studio
- 2001 : Perhaps, I Suppose (The Militia Group)
- 2003 : MCMLXXXV (Nitro Records)
- 2005 : The Comfort of Home (Nitro Records)
- 2005 : Perhaps, I Suppose (Deluxe Edition) (The Militia Group)
- 2010 : Anybody Out There (The Militia Group)

### EP
- 2000 : Rufio
- 2010 : The Loneliest